# Fernando Maura

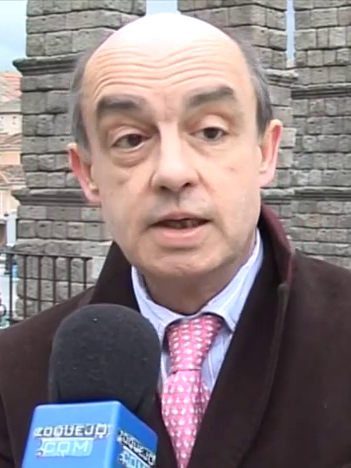
Fernando Maura

Fernando Maura Barandiarán (* 30. April 1955 in Bilbao) ist ein spanischer Politiker der Unión Progreso y Democracia und Autor.

## Leben
Maura war von 2014 bis 24. November 2015 Abgeordneter im Europäischen Parlament. Dort war er Stellvertretender Vorsitzender der Delegation für die Beziehungen zu den Maghreb-Ländern und der Union des Arabischen Maghreb und Mitglied im Ausschuss für Kultur und Bildung und in der Delegation in der Parlamentarischen Versammlung der Union für den Mittelmeerraum.

## Werke (Auswahl)
- Conflicto en Chemical, Burguete, 1993
- Últimos días de Agosto, Burguete, 1995
- El doble viaje de Agustín Ceballos, Burguete, 1999
- Sin perder la dignidad: diario de un parlamentario vasco del PP, Temas de Hoy, 2001
- Bilbao en gris, Hiria, 2003
- Lakua: kosas ke okurrieron, Sepha, 2012